# Le Bleu du ciel (film)
Pour plus de détails, voir Fiche technique et Distribution.
Le Bleu du ciel est un film français réalisé par Christian Dor et sorti en 1998.

## Synopsis
Thomas, un adolescent, retourne chez ses parents à sa sortie d’hôpital. Il passe son été au bord de la piscine avec son ami Paul, rencontre Camille.

## Fiche technique
- Titre : Le Bleu du ciel
- Réalisation : Christian Dor
- Scénario : Christian Dor et Virginie Reyns
- Photographie : Éric Peckre
- Son : Xavier Piroelle et Daniel Ollivier
- Montage : Agnès Bruckert
- Pays d'origine :  France
- Production : Movimento Productions
- Durée : 28 minutes
- Date de sortie : France - mai 1998 (présentation au Festival de Cannes, sélection de la Quinzaine des réalisateurs)

## Distribution
- Camille de Sablet
- Olivier Granier
- Colin Pitrat
- Sylvia Zerbib

## Distinctions
- 1998 : Festival de Cannes (sélection de la Quinzaine des réalisateurs)[1]
- 1999 : Prix Jean-Vigo[2]